# Jørgen K. Bukdahl
Jørgen Peder Kristian Ødvin Bukdahl (født 14. maj 1936 i Askov, død 5. september 1979 i Aarhus) var en dansk teolog og filosof, lektor i etik og religionsfilosofi ved Aarhus Universitet; søn af Jørgen Bukdahl og bror til Else Marie Bukdahl. Han var gift med professor i statskundskab Lise Togeby og sammen fik de litteraten Lars Bukdahl og datteren Dorte Bukdahl.
Jørgen K. Bukdahl har øvet stor indflydelse på dansk teologi ved sine fortolkninger af filosofisk hermeneutik og Frankfurterskolen (Kritiske tolkninger, 1980), Marx (Karl Marx, 1967), Kierkegaard (Om Søren Kierkegaard, 1981) og Hegel (Introduktion til Hegel, 1977; tysk udgivelse Dialektische Einheit, 1986). Mange af hans bidrag til den teologiske og kulturelle debat er samlet i bøgerne Frihed og frigørelse (1980) og I den teologiske kreds (1981).